# ديفيد بلامر
ديفيد بلامر (بالإنجليزية: David Plummer)‏ هو سباح أمريكي، ولد في 9 أكتوبر 1985 في نورمان في الولايات المتحدة.

## وصلات خارجية
- ديفيد بلامر على موقع الاتحاد الدولي للسباحة (الإنجليزية)
- ديفيد بلامر على موقع SwimRankings.net (الإنجليزية)
- ديفيد بلامر على موقع اللجنة الأولمبية الدولية (الإنجليزية)
- ديفيد بلامر على موقع أوليمبيديا (الإنجليزية)
- ديفيد بلامر على موقع اللجنة الأولمبية والبارالمبية الأمريكية (الإنجليزية)